# 徐洪
徐洪（1440年—1487年），字公溥，浙江紹興府蕭山縣人，匠籍，明朝政治人物。

## 生平
天順六年（1462年）壬午科浙江鄉試第二十八名舉人，成化十一年（1475年）中式乙未科會試第二十六名，二甲第二名進士。授刑部河南司主事，升員外郎，二十三年（1487年）正月九日卒。

## 家族
曾祖徐仁富；祖父徐原善；父徐鼎寧。子徐寅、徐官、徐寀、徐宇、徐守。